# Cresta (física)

Cresta, vall i cicle d'una ona

Una cresta és el punt d'una ona que té el màxim valor o desplaçament d'un cicle. Una vall és l'oposat de la cresta, és a dir, el punt mínim o més baix d'un cicle.